# Luci Vitel·li (cònsol any 34)

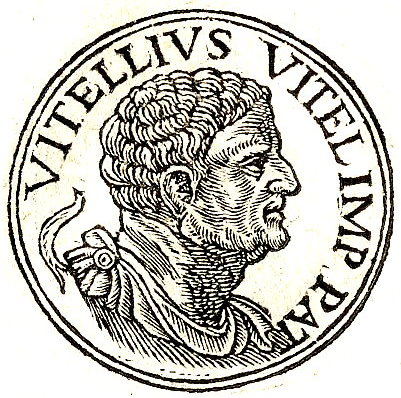
Luci Vitel·li del Promptuarii Iconum Insigniorum de Guillaume Rouillé.

Luci Vitel·li (en llatí Lucius Vitellius) va ser un magistrat romà, pare de l'emperador Vitel·li i de Luci Vitel·li, cònsol l'any 48.
Luci Vitel·li era un gran adulador i per aquest sistema va aconseguir càrrecs polítics. L'any 34 va ser nomenat cònsol amb Paul·le Fabi Pèrsic com a col·lega, i tot seguit va ser nomenat governador a Síria. Allà va fer una conferència amb Artaban III de Pàrtia al qual induí a mostrar obediència als senyals de les legions, que portaven la imatge de l'emperador. Va aconseguir una pau favorable. Calígula descontent, va enviar a matar-lo però es va salvar quan va proposar que s'adorés Calígula com a deu i encara que ho va fer per salvar la vida, això confirmava el seu caràcter adulador. Després va adular a Calígula contínuament i més tard a Claudi i a Valèria Messal·lina.
Sota Claudi va ser dues vegades cònsol i una vegada censor (l'any 48). El van acusar, junt amb Messal·lina, de ser la causa de la mort de Valeri Asiàtic. Després de l'execució de Messal·lina, va adular a Claudi i li va resoldre les objeccions per casar-se amb la seva neboda Agripina Menor, fent-li saber que el senat i el poble aprovava aquest matrimoni. Va ser partidari d'Agripina, però tot i així l'any 52 va ser acusat de majestas per Juni Llop, però l'acusació va arruïnar a l'acusador.
Poc temps després va ser atacat de paràlisi de la qual va morir. Estava casat amb Sextília i va veure als dos fills ser cònsols abans de morir. Van ser cònsols l'any 48, mig any cadascun. El senat li va dedicar una estàtua davant de la Rostra amb la inscripció "Pietatis immobilis erga Principem". Tàcit considera que tot i l'adulació mostrada, en l'administració de la província o províncies que li van correspondre va mostrar les virtuts dels vells temps.